# 田町 (人吉市)
田町（たまち）は、熊本県人吉市の町名。
郵便番号は868-0054。

## 地理
市の中央部で人吉城の南に位置しており、胸川の右岸にある。北で麓町町、東側で富ケ尾町、南東で波床町、南で東間上町、南西で西間上町、西で南町、北西で寺町が接している。

## 歴史
江戸時代は人吉城下人吉町の一町で町人地であり、かつては人吉城下への玄関口としてにぎわった。

### 沿革
- 明治22年（1889年） - 人吉町の通称町名となる。
- 昭和17年（1942年)）- 人吉市となる。

### 地名の由来
田町という地名は江戸時代からあり、由来は当地がもと田地であったことによる。

## 人口と世帯数
2024年（令和6年）5月31日現在の世帯数と人口は以下の通りである。
| 町丁 | 世帯数 | 人口 |
| ---- | ------ | ---- |
| 田町 | 36世帯 | 67人 |

## 小・中学校の学区
市立小・中学校に通う場合、学区は以下の通りとなる。
| 町丁 | 小学校               | 中学校             |
| ---- | -------------------- | ------------------ |
| 全域 | 人吉市立人吉東小学校 | 人吉市立第一中学校 |

## 交通

### 道路
- 国道267号

### 鉄道
当地を鉄道は通っていない。鉄道を利用する場合の最寄り駅は人吉駅となる。

### バス
- 産交バス
  - 多良木線
  - 市房登山口

## 施設
- 人吉田町簡易郵便局
- 田町菅原天満宮
- 洪願寺